# Archer Taylor
Archer Taylor (* 1. August 1890 in Philadelphia; † 30. September 1973 in Vallejo, Kalifornien) war ein amerikanischer Germanist, Volkskundler und Parömiologe.
Er beschäftigte sich in seinen Arbeiten oft mit Märchen, sein wichtigstes Werk jedoch war die Sammlung, vergleichende Analyse und Indexierung von Sprichwörtern. Neben dem Erzählforscher Stith Thompson gilt Taylor als Amerikas wichtigster Folklorist.

## Leben und Werk
Taylor studierte Deutsch am Swarthmore College (A.B. 1909) und der University of Pennsylvania (M.A. 1910). Anschließend begann er seine Lehrtätigkeit als Deutschlehrer am Pennsylvania State College (1910–12). Von 1912 bis 1915 absolvierte er ein Graduiertenstudium an der Harvard University und promovierte hier 1915 unter John Albrecht Walz mit einer Arbeit zum Wolfdietrich zum Ph.D. Studienaufenthalte führten ihn 1911 zudem an die University of Chicago und 1913 an die Universität Freiburg, 1925 und als Guggenheim-Stipendiat erneut 1927 studierte er zudem bei Kaarle Krohn an der Universität Helsinki. Ab 1926 firmierte aufgrund dieser Kollaboration auch als Mitherausgeber der in Helsinki verlegten Folklore Fellows’ Communications, der weltweit wohl wichtigsten Publikation der Erzählforschung.
Von 1915 bis 1925 lehrte er an der Washington University in St. Louis (von 1917 bis 1922 als Assistant Professor, anschließend als Associate Professor). 1925 wurde er ordentlicher Professor für deutsche Philologie an der University of Chicago und forschte hier insbesondere zur Literatur des Mittelalters sowie zu volkskundlichen Themen; 1936–1937 war er Präsident der American Folklore Society. 1939 wechselte er zu der University of California, Berkeley und lehrte hier bis zu seiner Emeritierung 1958. 1949 wurde er in die American Academy of Arts and Sciences und 1951 in die American Philosophical Society gewählt. 1959 wurde er gemeinsam mit Stith Thompson mit der Ehrendoktorwürde der Christian-Albrechts-Universität zu Kiel ausgezeichnet. Taylor starb am 30. September 1973 nach langer Krankheit.
Archer Taylors wichtigstes Werk war seine vergleichende Analyse und Indexierung von deutschen, englischen und lateinischen Sprichwörtern. 1965 war er zusammen mit dem finnischen Volkskundler Matti Kuusi Mitbegründer des parömiologischen Fachjournals Proverbium.

## Schriften (Auswahl)
- English Riddles from Oral Tradition. Berkeley 1951.
- Bibliography of Riddles (= F. F. Communications. Nr. 176). Helsinki 1939.
- The Proverb. Harvard University Press, Cambridge, Mass. 1931. Reprint mit einer Einleitung und einer Bibliographie von Wolfgang Mieder: Peter Lang, Bern 1985.
- An Index to "The Proverb" (= FF Communications 113). Suomalainen Tiedeakatemia (Academia Scientiarum Fennica), Helsinki 1934.
- The Shanghai Gesture (= FF Communications 166). Suomalainen Tiedeakatemia (Academia Scientiarum Fennica), Helsinki 1956.

## Sekundärliteratur
- Wolfgang Mieder: Introduction. In: Archer Taylor: The Proverb, Peter Lang, Bern 1985, S. v–xxxix.
- Wolfgang Mieder: Zum 125. Geburtstag von Archer Taylor (1890–1973). Proverbium 32, 2015, S. 331–338.